# Brachyotum andreanum
Brachyotum andreanum är en tvåhjärtbladig växtart som beskrevs av Célestin Alfred Cogniaux. Brachyotum andreanum ingår i släktet Brachyotum och familjen Melastomataceae.
Artens utbredningsområde är Ecuador. Inga underarter finns listade i Catalogue of Life.